# Интернет в Нидерландах
Нидерланды имеют самый высокий уровень проникновения широкополосного доступа в интернет в Европейском союзе. По данным ОЭСР, в 2009 году DSL был доступен примерно 100 % населения, а в 2008 году кабельный доступ в интернет был доступен для 92 % населения.
Статистика из ОЭСР также показывают, что в 2008 году 73,97 % голландских домохозяйств обладало широкополосным доступом. Различные скорости загрузки и отдачи доступны в зависимости от провайдера.

## DSL
Пять DSL провайдеров с приблизительно 2.5 миллионов абонентов широкополосного доступа (59 %):
- 40 %: KPN[англ.]
- 3 %: Orange (дочерняя компания France Telecom)
- 3 %: Tele2 (дочерняя компания Belgacom)
- 3 %: Tiscali Оптовая (дочерняя компания Tiscali)
- 1 %: BBned (дочерняя компания Telecom Italia)

KPN имеет почти 100 % охват, другие сети имеют 50-70 % охват. KPN имеет пять ISP брендов: KPN Internet, Direct ADSL, HetNet, Planet Telfort и XS4ALL.
HetNet Planet Telfort были когда-то отдельными компаниями, но потом были куплены и интегрированы в KPN и в настоящее время сохранили только торговые марки. KPN в последние годы приобрёл несколько других интернет-провайдеров.

## Кабельные сети
В пятерку крупнейших кабельных сетей поставщиков услуг с примерно 1,6 млн абонентов широкополосного доступа (41 %) входят:
- 15 %: @Home (Ziggo)
- 13 %: UPC Netherlands
- 8 %: Casema (Ziggo)
- 3 %: Multikabel (Ziggo)
- 2 %: Delta Kabel

Эти сети построены на основе стандарта EuroDOCSIS. Услугами трех крупнейших кабельных провайдеров: UPC Netherlands, @ Home и Casema пользуются 92 % абонентов кабельного доступа в интернет. Также существуют и другие мелкие местные кабельные провайдеры.
@ Home, Casema и Multikabel были куплены частными инвесторами в сентябре 2006 года и были объединены в одну большую кабельную сеть Ziggo, которая была запущена официально 16 мая 2008 года.